# Егунов, Виктор Пантелеймонович
Ви́ктор Пантеле́ймонович Егуно́в (1 февраля 1928 — 4 сентября 2007) — советский и российский театральный актёр. Народный артист РСФСР (1988). Почётный гражданин Иркутска (1999).

## Биография
В 1944 году поступил в театральную студию при Иркутском драмтеатре. В 1948 году был призван в армию. В 1952 году демобилизовался и вернулся в Иркутский драмтеатр, где исполнил более двухсот ролей.
В. П. Егунов умер в Иркутске 4 сентября 2007 года. Похоронен на Радищевском кладбище.

## Фильмография
- У озера (1969) — начальник лаборатории
- Детский сад (1983)
- Без мундира (1988) — Костромичев

## Почётные звания
- Заслуженный артист РСФСР (1971).
- Народный артист РСФСР (1988).
- Почётный гражданин Иркутска (1999).